# Wierzchy (województwo mazowieckie)
Wierzchy – wieś sołecka  w Polsce położona w województwie mazowieckim, w powiecie grójeckim, w gminie Nowe Miasto nad Pilicą.
W latach 1975–1998 miejscowość należała administracyjnie do województwa radomskiego.